# Province d'Assa-Zag
Pour les articles homonymes, voir Assa et Zag (homonymie).
La province d'Assa-Zag (en tamazight ⴰⵙⵙⴰ ⵥⴰⴳ, en arabe : آسا الزاك) est une subdivision à dominante rurale de la région marocaine de Guelmim-Oued Noun. Son chef-lieu est Assa.

## Géographie
Cette province qui se trouve en petite partie sur le territoire en conflit entre le Maroc et le Front Polisario est habitée majoritairement par la tribu sahraoui des Aït Oussa qui se concentrent principalement à Jdayriya et à Waynat Aït Oussa. La ville de Al Mahbass fait par ailleurs partie intégrante de la région des Aït Oussa, dont la capitale historique est Assa.

## Administration et politique

### Découpage territorial
Selon la liste des cercles, des caïdats et des communes de 2008, la province d'Assa-Zag est composée de 7 communes, dont 2 communes urbaines (ou municipalités) : Assa, le chef-lieu, et Zag.
Les 5 communes rurales restantes sont rattachées à 5 caïdats, eux-mêmes rattachés à 2 cercles :
- cercle d'Assa :
  - caïdat d'Aouint Lahna : Aouint Lahna,
  - caïdat d'Aouint Yghomane : Aouint Yghomane,
  - caïdat de Touizgi : Touizgi ;
- cercle de Zag :
  - caïdat de Labouirat : Labouirat,
  - caïdat d'Al Mahbass : Al Mahbass ;

## Démographie
La population de la province d'Assa-Zag est passée, de 1994 à 2004, de 21 848 à 43 535 habitants. 
| Municipalités                  | 1994  | 2004   | Taux d'accroissement |
| ------------------------------ | ----- | ------ | -------------------- |
| Assa                           | 8 323 | 12 905 | 55 %                 |
| Zag                            | 2 759 | 12 653 | 358,6 %              |
| Données issues de recensements |       |        |                      |

## Crédit d'auteurs
- (de) Cet article est partiellement ou en totalité issu de l’article de Wikipédia en allemand intitulé « Assa-Zag » (voir la liste des auteurs).